# Euctenurapteryx laeta
Euctenurapteryx laeta är en fjärilsart som beskrevs av Matsumura 1910. Euctenurapteryx laeta ingår i släktet Euctenurapteryx och familjen mätare. Inga underarter finns listade i Catalogue of Life.